# Knabenchor

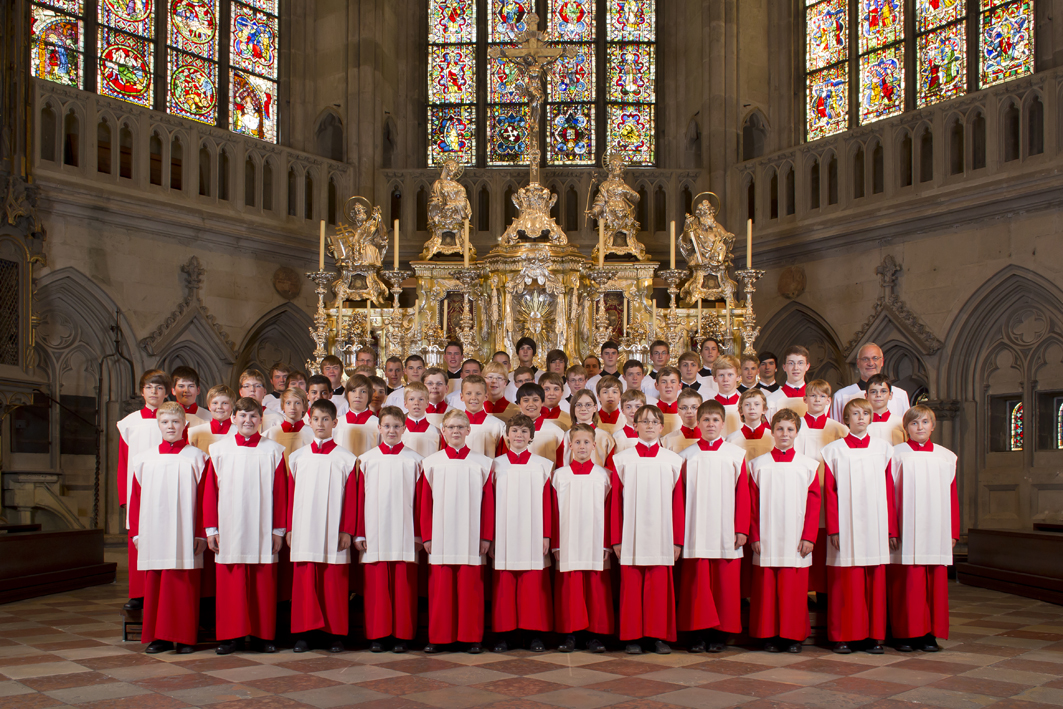
Die Regensburger Domspatzen, gegründet im Jahr 975 von Bischof Wolfgang von Regensburg sind Kulturelle UNICEF - Botschafter von Europa

In einem Knabenchor bzw. bei Sängerknaben werden im Gegensatz zu einem gemischt besetzten Kinder- und Jugendchor die Sopran- und Altstimmen von Jungen („Knaben“) gesungen.

## Geschichte
Die Wurzeln der Knabenchöre liegen im Ersten Korintherbrief (1 Kor 14,33b–35) mit der Forderung nach dem Schweigen der Frauen in der Kirche. Die Folge war der Einsatz von Knaben, um die Frauenstimmen im Chorgesang zu ersetzen. Daher wurden auch häufig Knaben kastriert und als Kastraten eingesetzt. So in Kurrenden und Kapellen (siehe a cappella) des Früh- und Hochmittelalters. Ein Kastrationsverbot sprach Papst Pius X. 1903 aus. In katholischen Kirchen war der Chorgesang von Frauen noch bis ins 20. Jh. verboten: sie mussten mit Heirat den Kirchenchor verlassen. 
Heute gilt es als umstritten, ob sich tatsächlich klangliche Unterschiede zwischen den Stimmen von Mädchen und Jungen ausmachen lassen. Während einige Wissenschaftler in der Charakterisierung von Mädchenstimmen gegenüber Knabenstimmen als »verhaucht und schwachbrüstig« historisch bedingte Geschlechterklischees sehen, können durch empirische Untersuchungen durchaus quantifizierbare Unterschiede festgestellt werden. So sind Knabenstimmen nach einer Untersuchung des Universitätsklinikums Leipzig im Schnitt bis zu 10 dB lauter (was in der subjektiven Wahrnehmung einer Verdopplung der Lautstärke entspricht), können den Ton ca. doppelt so lange halten und klingen von Natur aus weniger behaucht.
Seit 2017 besteht das Augsburger Knabenchorarchiv zur Pflege der Knabenchorgeschichte.

## Knabenchöre heute

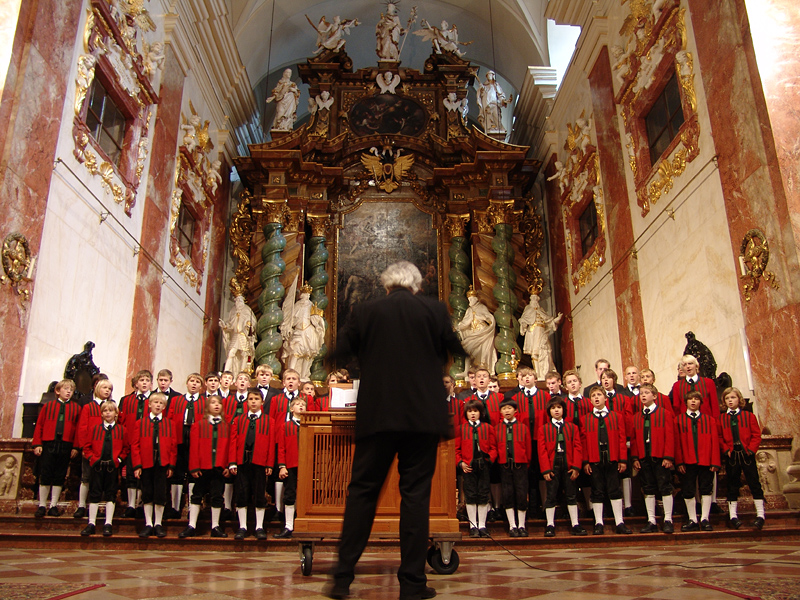
Die Wiltener Sängerknaben in der Rochuskirche Wien

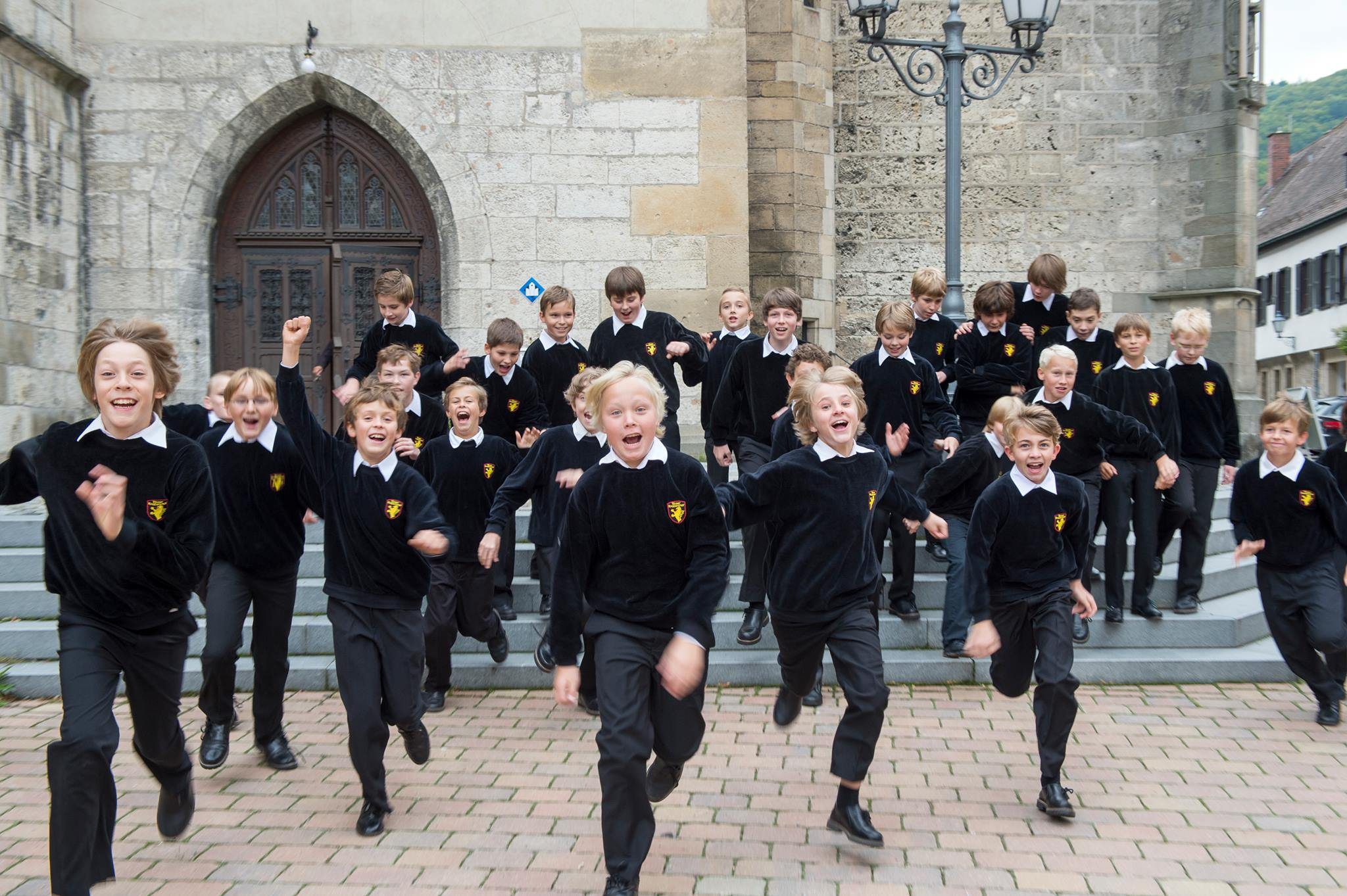
Tölzer Knabenchor

Bekannte Knabenchöre des deutschsprachigen Raums (Auswahl):
Traditionsreiche Knabenchöre:
- Singknaben der St. Ursenkathedrale Solothurn (gegründet 742/1971) (CH)[4]
- Aachener Domchor (gegründet 796)
- Regensburger Domspatzen (gegr. 975)
- St. Florianer Sängerknaben (gegr. 1071) (A)
- Stadtsingechor zu Halle (gegr. 1116)
- Bamberger Domchor (gegründet 1192)
- Thomanerchor in Leipzig (gegr. 1212)
- Dresdner Kreuzchor (gegr. im 13. Jahrhundert)
- Rottweiler Münstersängerknaben (gegr. im 13. Jahrhundert)[5]
- Wiltener Sängerknaben (gegr. im 13. Jahrhundert) (A)
- Freiburger Domsingknaben (gegr. im 13. Jahrhundert)
- Augsburger Domsingknaben (gegr. vor 1440/1976)
- Staats- und Domchor Berlin (gegr. 1465/1843)
- Wiener Sängerknaben (gegr. 1498) (A)
- Dresdner Kapellknaben (gegr. 1709)
- Kölner Domchor (gegr. 1863)
- Mainzer Domchor (gegr. 1866)
- Stuttgarter Hymnus-Chorknaben (gegr. 1900)
- Knabenchor Unser Lieben Frauen Bremen (gegr. 1528)

Dazu kommen einige Neugründungen des 20. und 21. Jahrhunderts:
- Sängerknaben vom Wienerwald (1921–2014)
- Thüringer Sängerknaben (gegr. 1923 als Erfurter Motettenchor, seit 1950 in Saalfeld)
- Wuppertaler Kurrende (gegr. 1924)
- Knabenkantorei Basel (gegr. 1927) (CH)
- Knabenchor Unser Lieben Frauen Bremen (gegr. 1945)
- Windsbacher Knabenchor (gegr. 1946)
- Schöneberger Sängerknaben (1947–2011)
- Lübecker Knabenkantorei (gegr. 1948)
- Knabenchor Hannover (gegr. 1950)
- Münchner Chorbuben (gegr. 1952)
- Tölzer Knabenchor (gegr. 1956)
- Wiesbadener Knabenchor (gegr. 1960)
- Hamburger Knabenchor (gegr. 1960)
- Zürcher Sängerknaben (gegr. 1960) (CH)
- St.-Martins-Chorknaben Biberach (gegr. 1962)
- Göttinger Knabenchor (gegr. 1962)
- Chorknaben Uetersen (gegr. 1965)
- Knabenchor Marianum Fulda (gegr. 1966)
- Limburger Domsingknaben (gegr. 1967)
- Kieler Knabenchor (gegr. 1968)
- Knabenchor Dresden (gegr. 1971)
- Suhler Knabenchor (gegr. 1972)
- Knabenchor der Jenaer Philharmonie (gegr. 1976)
- Aurelius Sängerknaben Calw (gegr. 1983)
- Knabenchor collegium iuvenum Stuttgart (gegr. 1989)
- Neuer Knabenchor Hamburg (gegr. 1991)
- Capella Vocalis Reutlingen (gegr. 1993)
- Knabenchor der Abtei Niederaltaich, Pueri Cantores Altahensis (gegr. 2001)
- Knabenchor der Chorakademie Dortmund (gegr. 2002)
- Grazer Kapellknaben (gegr.2003)
- Knabenchöre des Cantus Juvenum Karlsruhe (gegr. 2006)
- Bardel Boys Choir (gegr. 2017)
- Knabenchor der Chorakademie Freiburg (gegr. 2025)

Die meisten Knabenchöre sind vollstimmig (SATB) besetzt. Eine Ausnahme sind die Wiener Sängerknaben, die ausschließlich über Sopran- und Altstimmen verfügen. Meistens übernehmen die Knaben die Sopran- und Altpartien, Ausnahme sind z. B. die  Freiburger Domsingknaben, wo nach englischem und mediterranem Vorbild Männer die Altpartie als Counter übernehmen. Viele Sänger bleiben nach dem Stimmwechsel im Chor und singen in einer Männerstimme. Bei Bedarf werden für die Männerstimmen auch chorfremde Sänger verpflichtet. 
Neben traditionellen liturgischen Aufgaben in Gottesdiensten gehören Konzerte zu den wesentlichen Aufgaben dieser Chöre.
Aufgrund von Nachwuchsproblemen wird zuweilen die Ergänzung der Sopran- und Altstimmen durch Mädchen gefordert, so z. B. für den Thomanerchor.

## Werke für Knabenchor
- Gustav Mahler: Das klagende Lied für Soli, Knabenchor, gemischten Chor, großes Orchester und Fernorchester (1878–1880).
- Richard Wetz: Gesang des Lebens für Knabenchor und Orchester op. 29 (1908)
- Benjamin Britten: A Boy was Born, Variationen für gemischten Chor und Knabenchor op. 3 (1933)
- Benjamin Britten: Missa brevis D-Dur für Knabenchor und Orgel op. 63 (1959)
- Benjamin Britten: The Golden Vanity, Text von Colin Graham, für Knabenchor und Klavier op. 78 (1966)